# Herbert Prohaska
Herbert Prohaska (Viena, 8 de agosto de 1955) é um ex-futebolista, técnico de futebol e comentarista esportivo da Áustria.
Iniciou a carreira em 1972 no Áustria Viena, clube em que conquistaria quatro títulos no campeonato austríaco. Sairia em 1980 para jogar na Itália, inicialmente na Inter de Milão, e depois na Roma, onde, ao lado de Paulo Roberto Falcão e Bruno Conti, conquistaria o Scudetto, logo na sua única temporada no clube. Voltaria ao Áustria Viena em 1983 e lá encerraria a carreira, em 1989, aos 34 anos. Coincidência ou não, o futebol austríaco entrou em decadência desde então, apesar da seleção ter se classificado para os mundiais de 1990 (quando Prohaska já havia parado) e 1998 (onde ele era o técnico; iniciara esta carreira em 1990, no Áustria Viena, assim que parou de jogar), sendo eliminada em ambos na primeira fase. 
Como jogador, o meia também participou de Copas do Mundo: integrou a Seleção Austríaca que disputou as de 1978 e 1982. Foi eleito em 2003 o melhor jogador austríaco nos Prêmios do Jubileu da UEFA, nas comemorações dos 50 anos da entidade; como Matthias Sindelar, considerado o esportista austríaco do século, jogou até o final dos anos 30, acabou não lhe fazendo concorrência. Curiosamente, devido a seu sobrenome, Prohaska, assim como Sindelar, possui origem tcheca; seu sobrenome deriva do tcheco Procházka.

## Após deixar os gramados

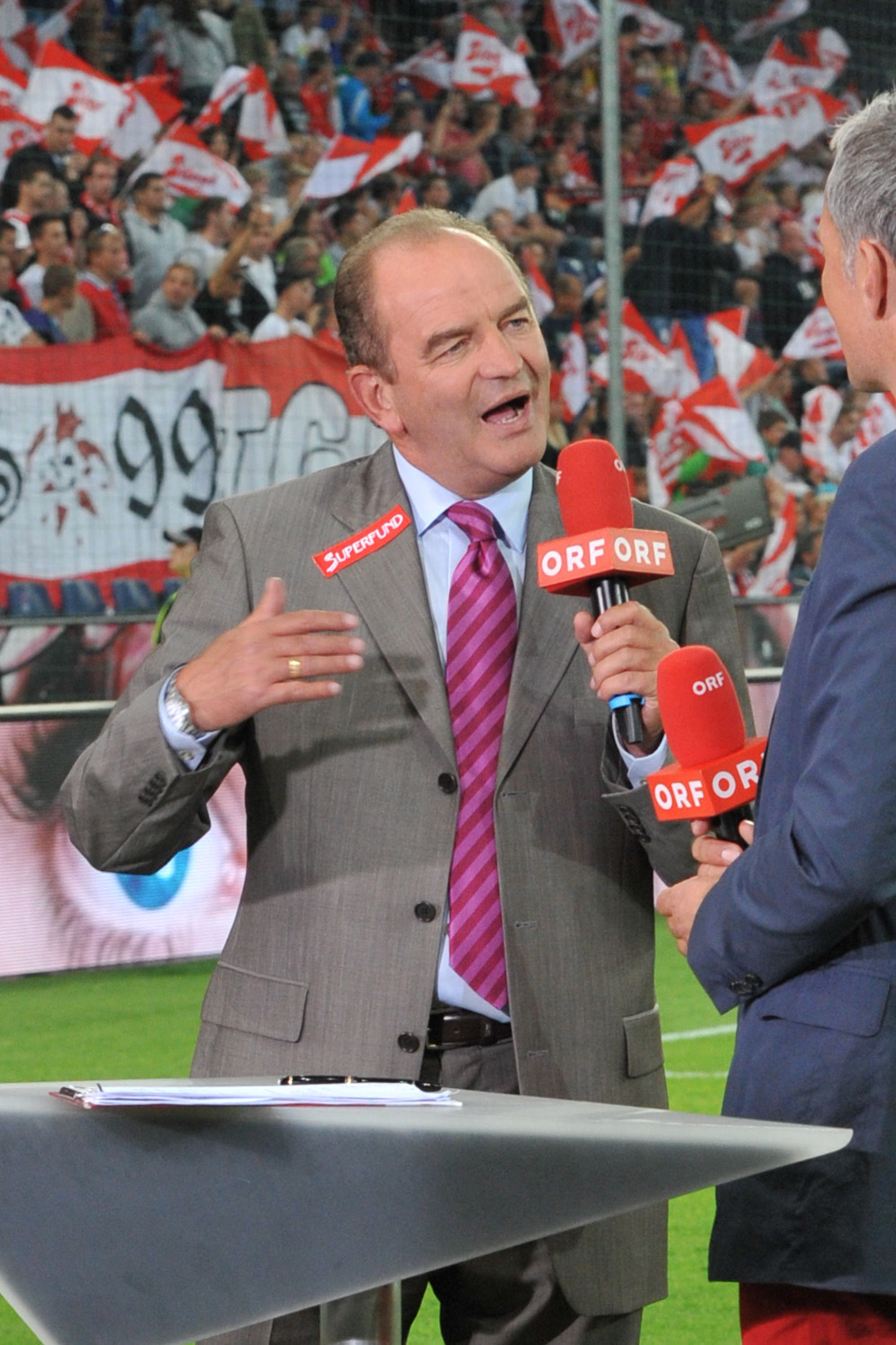
Prohaska em ação pela ORF, em 2013.

Fora das quatro linhas, além de ter comandado por duas vezes o Áustria Viena (1990-92 e 1999-2000) e a Seleção Austríaca, exerceu ainda a função de comentarista da ORF (emissora de rádio e TV de seu país), tendo inclusive detectado o motivo de o árbitro inglês Graham Poll ter mostrado três cartões amarelos ao croata Josip Šimunić (expulso posteriormente ao receber o terceiro cartão): o juiz havia excedido no consumo de bebidas alcoólicas. Até hoje, Prohaska é contratado da ORF.

## Ligações Externas
artigo da UEFA sobre o premiado austríaco nos Prêmios do Jubileu